# José Elías de Molins
José Elías de Molins (Barcelona, 1848-Blanes, 1928) fue un jurista, escritor y político español, diputado y senador en las Cortes de la Restauración.

## Biografía
Nació en 1848 en Barcelona, hijo de José Antonio Elías y de Aloy. Abogado, fue socio de la Academia de Jurisprudencia y Legislación de Barcelona, de la Económica Barcelonesa de Amigos del País, honorario de la de Buenas Letras y correspondiente de la Económica de Manila.
Siendo secretario primero de la Academia de Jurisprudencia, leyó la reseña reglamentaria, en la que hizo un estudio sobre las modificaciones introducidas en la ley de Enjuiciamiento civil vigente. Presentó al Congreso de Jurisconsultos catalanes, reunido en Barcelona, una Memoria sobre el Derecho supletorio catalán, y gracias a ella fue nombrado individuo de dicho Congreso. Participó en la información sobre la admisión temporal del arroz filipino, en los Congresos de Viticultura, español de Geografía Colonial y Mercantil, reunidos en Madrid, y en el Económico celebrado en Barcelona cuando la Exposición Universal. En el Congreso de Viticultura combatió la introducción de alcoholes alemanes y el tratado celebrado con Alemania. En 1885 presentó a la Diputación de Barcelona, en calidad de diputado de la misma, dos proposiciones que fueron admitidas. La primera tenía por objeto crear una cátedra de derecho catalán, y la segunda establecer premios que debían concederse a los autores de las mejores monografías sobre el derecho vigente en Cataluña. Publicó artículos sobre agricultura y cuestiones económicas y mercantiles en medios como La Época, Diario de Barcelona, Resumen de Agricultura, Revista de la Asociación de Navieros y Revista de España.
Como político, afiliado siempre al partido conservador, obtuvo escaño de diputado a Cortes en las elecciones de 1891, 1896 y 1901, en las dos primeras por Villafranca del Penedés y en la última por Arenys de Mar, además de ser senador por la provincia de Tarragona. Falleció en la localidad gerundense de Blanes el 27 de agosto de 1928. Mantuvo amistad cercana con Manuel Planas y Casals.